# Batrun
Batrun (in arabo البترون‎?, al-Batrūn) è una città del Libano, capoluogo dell'omonimo distretto. Meta turistica, la città è a maggioranza cristiana, prevalentemente greco-ortodossa.

## Storia
È l'antica città fenicia di Botri: del suo glorioso passato conserva i resti di un anfiteatro di epoca romana, le cui gradinate sono intagliate nella roccia e una fortezza costruita dagli Arabi, che domina l'antica strada che da Beirut porta a Tripoli.